# Salétéon
Salétéon est une localité du département de Guéguéré, dans la province d’Ioba (région du Sud-Ouest) au Burkina Faso. En 2006, cette localité comptait 772 habitants dont 50.3% de femmes.